# Aurelhan (Landes)
Aurelhan (en francès Aureilhan) és un municipi francès situat al departament de les Landes i a la regió de la Nova Aquitània.

## Demografia
| 1962                                       | 1968 | 1975 | 1982 | 1990 | 1999 | 2007 |
| ------------------------------------------ | ---- | ---- | ---- | ---- | ---- | ---- |
| 408                                        | 452  | 482  | 504  | 562  | 640  | 858  |
| Des de 1962: població sense dobles comptes |      |      |      |      |      |      |

## Administració
| Període   | Identitat        | Partit |
| --------- | ---------------- | ------ |
| 1995-2001 | Bertrand Soulan  |        |
| 2001-     | Michèle Birochau | UMP    |